# Okręg Melun
Okręg Melun (fr. Arrondissement de Melun) – okręg w północnej Francji. Populacja wynosi 326 tysięcy.

## Podział administracyjny
W skład okręgu wchodzą następujące kantony:
- Brie-Comte-Robert,
- Châtelet-en-Brie,
- Combs-la-Ville,
- Mée-sur-Seine,
- Melun-Nord,
- Melun-Sud,
- Mormant,
- Perthes,
- Savigny-le-Temple,
- Tournan-en-Brie.